# Drăgănești-Olt
Drăgănești-Olt város Olt megyében, Olténiában, Romániában.
A megyeszékhelytől, Slatnától 35 km-re található.
A település az Olt folyó bal partján helyezkedik el.
1526-ban említik először dokumentumok a helységet. Városi rangját 1968-ban kapta meg.